# Valencia (släkte)
Valencia är ett släkte stimlevande fiskar i ordningen tandkarpar. Det är det enda släktet i den monotypiska familjen Valenciidae, och släktets medlemmar utgör de enda arter av äggläggande tandkarpar som förekommer i Europa.

## Utseende
Alla Valencia är relativt långsträckta, och blir som fullvuxna 8 centimeter långa, hanarna ibland något mindre. De uppvisar en betydligt mindre könsdimorfism än andra äggläggande tandkarpar, och hanarna är endast obetydligt mer färggranna än honorna. Grundfärgerna hos båda könen är bruna eller grå, ibland med svagt markerade lodräta ränder.

## Fortplantning
Samtliga Valencia är växtlekande så kallade icke-annuella äggläggande tandkarpar. I förhållande till föräldradjuren är äggen som hos de flesta andra tandkarpar mycket stora, vanligen drygt 2 men ibland upp till och med 3 millimeter i diameter. Äggen kläcks efter cirka två veckors inkubation helt under vatten, och behöver till skillnad från sina annuella släktingar således ingen diapaus i torka.

## Arter
Släktet omfattar endast två arter:
- Valencia hispanica (Valenciennes, 1846)[3] – på svenska benämnd valenciatandkarp, förekommer i den autonoma regionen Valencia i Spanien; tidigare också i södra Frankrike, där den dock nu är utrotad.
- Valencia letourneuxi (Sauvage, 1880)[4] – förekommer i Albanien och västra Grekland

Tidigare omfattade släktet även arten Valencia lozanoi (Gomez Caruana, Peiro Gomez & Sanchez Artal, 1984) men den ingår numera i släktet Fundulus under det vetenskapliga namnet Fundulus heteroclitus (Linné, 1766).